# Riego de la Vega
Riego de la Vega ist ein nordspanischer Ort und eine Gemeinde (municipio) mit 714 Einwohnern (Stand: 2024) im Süden der Provinz León in der Autonomen Gemeinschaft Kastilien-León. Neben dem Hauptort gehören die Ortschaften Castrotierra de la Valduerna, San Félix de la Vega, Toral de Fondo, Toralino de la Vega und Villarnera de la Vega zur Gemeinde.

## Lage und Klima
Riego de la Vega liegt etwa 48 Kilometer südwestlich von León in einer Höhe von etwa 810 m. Durch die Gemeinde führt die Autovía A-6. Das Klima ist gemäßigt bis warm; Regen (ca. 597 mm/Jahr) fällt überwiegend im Winterhalbjahr.

## Bevölkerungsentwicklung
| Jahr      | 1970 | 1981 | 1991 | 2001 | 2011 | 2021 |
| Einwohner | 2035 | 1543 | 1281 | 1065 | 890  | 712  |

## Wirtschaft
An erster Stelle im Wirtschaftsleben der Gemeinde steht traditionell die ursprünglich zur Selbstversorgung betriebene Landwirtschaft. Auf den Feldern wurden Weizen, Gerste, Wein etc. kultiviert; die Hausgärten lieferten Gemüse und Kartoffeln. 

## Sehenswürdigkeiten
- Marienkirche in Riego de la Vega

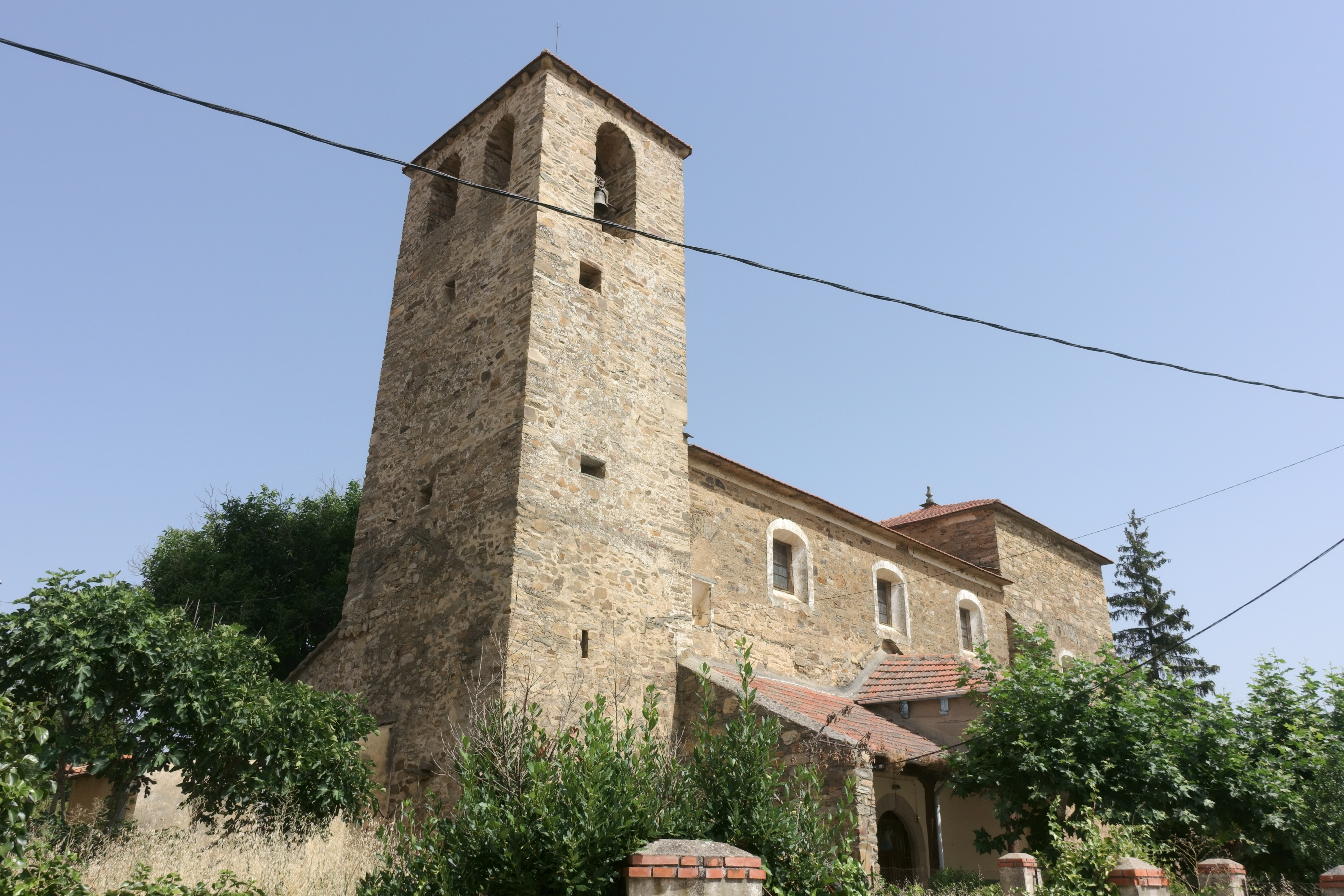
Marienkirche
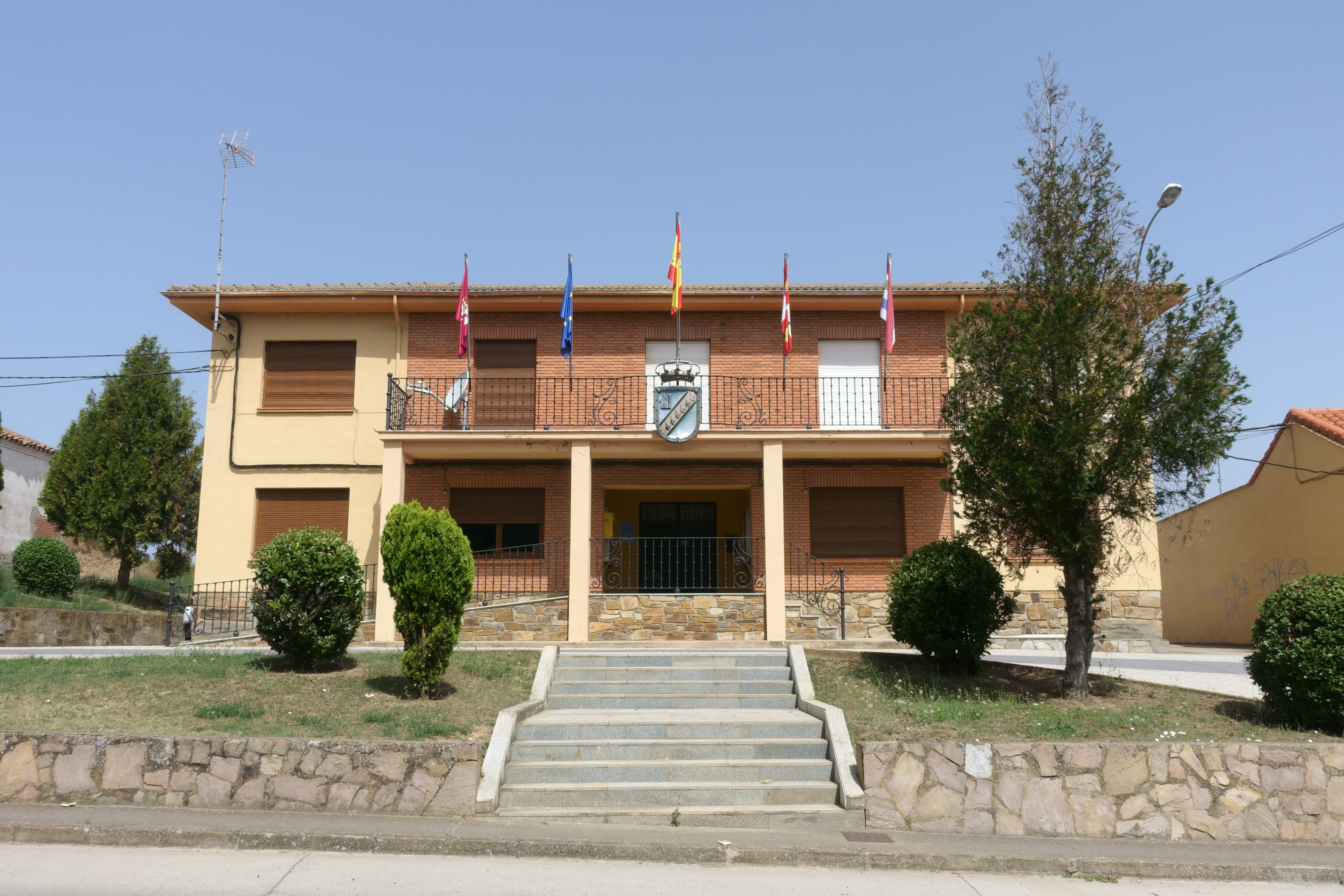
Rathaus